# Khātūnkhāş
Khātūnkhāş (persiska: خاتوكاس, خاتونخاص, Khātūkās) är en ort i Iran.   Den ligger i provinsen Västazarbaijan, i den nordvästra delen av landet, 500 km väster om huvudstaden Teheran. Khātūnkhāş ligger 1 644 meter över havet och antalet invånare är 183.
Terrängen runt Khātūnkhāş är kuperad.Runt Khātūnkhāş är det ganska tätbefolkat, med 60 invånare per kvadratkilometer. Närmaste större samhälle är Khātūnbāgh, 11,7 km nordväst om Khātūnkhāş. Trakten runt Khātūnkhāş består i huvudsak av gräsmarker.